# Euthemis minor
Euthemis minor là một loài thực vật thuộc họ Ochnaceae. Loài này có ở Indonesia, Malaysia, và Singapore.